# Chapéu Tembel

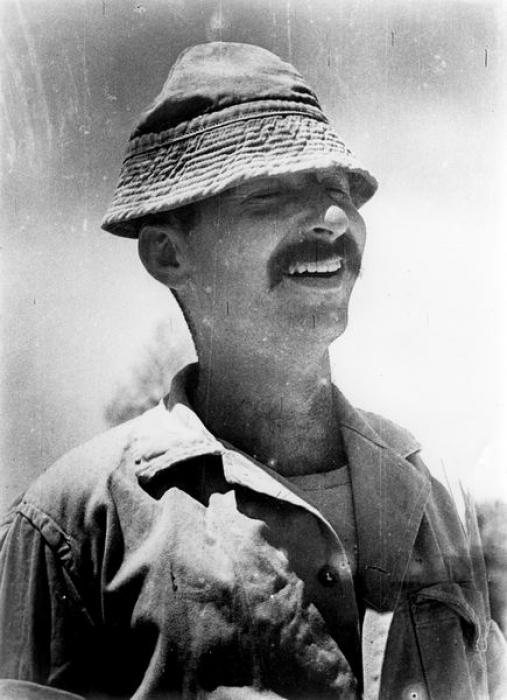
Um homem usando um chapéu tembel.

Um chapéu tembel (em hebraico: kova tembel, כובע טמבל) é um chapéu que é um símbolo nacional de Israel. O chapéu tembel era comumente usado pelos judeus em Israel desde o início do século XX até a década de 1970 e era um símbolo dos trabalhadores israelenses sionistas.  Tornou-se especialmente associado a kibutzim, tzabarim e movimentos juvenis israelenses. Nos desenhos animados israelenses ainda é usado para simbolizar o típico israelense (por exemplo, o personagem de desenho animado Srulik). Os chapéus Tembel foram produzidos principalmente pela empresa têxtil ATA.

## Etimologia
Na gíria hebraica, tembel significa bobo, estúpido ou tolo. Não se sabe se a gíria recebeu o nome do chapéu ou o chapéu da gíria. Existe uma teoria de que o chapéu tembel era originalmente o chapéu pesado do movimento cristão templário que estava ativo em Israel no final do século XIX e no início do século XX. Por esta teoria, o primeiro nome do chapéu era "chapéu dos Templários", mas foi mudado para "chapéu tembel" pelos árabes que não conseguiam pronunciar o P e as vogais corretas. No entanto, é mais provável que o nome "chapéu tembel" deriva da palavra turca ou otomana "tembel", que significa preguiçoso. A forma do Tembel é a mesma do pileus, chapéu adotado pelos escravos libertos na antiguidade grega e romana e adotado como símbolo de liberdade na época da Revolução Francesa como barrete frígio. O antigo pileus sobreviveu na Albânia no início do século XX e pode ter influenciado os líderes da 2ª Aliyah que adotaram o chapéu.